# Цар-Калоян (община)
Цар-Калоян (болг. Община Цар Калоян) — община в Болгарии. Входит в состав Разградской области. Население составляет 8535 человек (на 21.07.05 г.).

## Состав общины
В состав общины входят следующие населённые пункты:
1. Езерче
2. Костанденец
3. Цар-Калоян